# Higashimatsuyama

Higashimatsuyama (東松山市 Higashimatsuyama-shi?) este un municipiu din Japonia, prefectura Saitama.